# 배럴

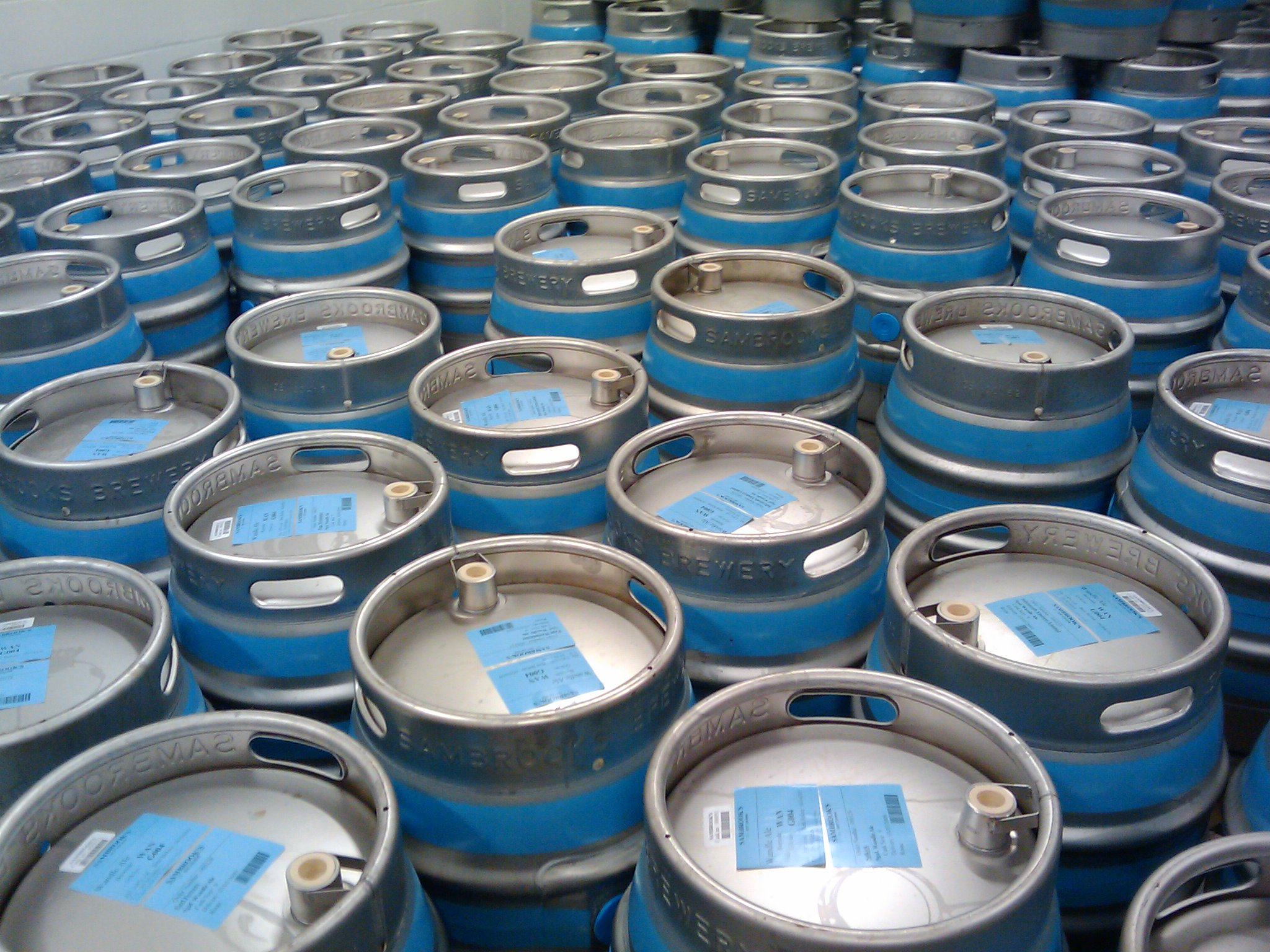
영국의 한 양조장에서 에일 캐스크를 만들고 있다. 이것들은 각각 9 영국식 갤런(41L) 또는 영국 맥주통의 1/4을 담는 퍼킨(firkin)이다.

배럴(barrel, 문화어: 바렐)은 야드파운드법에 있어서 부피를 나타내는 단위이다. 어원은 '나무통'이며, '나무통'의 양에서 유래한 것이다. 기호는 bbl(석유용 배럴에 한함)이 쓰인다. 원유나 각종의 석유 제품의 계량은 배럴로 행해진다. 그 외에도 용도에 따라, 또 국가 별로 여러 '배럴'의 정의가 있다. 일반적으로 1배럴은 158.987리터를 말한다.

## 정의
배럴의 일반적인 정의는 다음과 같다.
- 42 미국 액량 갤런 (석유 용 배럴)
- 31.5 미국 액량 갤런 (미국 액량 배럴)

SI 정의는 다음과 같다.
- 158.987 294 928 리터 (석유 용 배럴)
- 119.240 471 196 리터 (미국 액량 배럴)

## 같이 보기
- 석유